# Susana Pintos
Susana Pintos (Montevideo, 25 de septiembre de 1941 - Ib., 21 de septiembre de 1968) fue uno de los trece mártires estudiantiles que fueron asesinados en Uruguay entre 1968 y 1985. Era estudiante de la Escuela de la Construcción de la Universidad del Trabajo del Uruguay, militante de la Federación de Estudiantes Universitarios del Uruguay (FEUU), la Federación ANCAP (FANCAP) y de la Unión de la Juventud Comunista (UJC). Su muerte se produjo el 21 de septiembre de 1968, a causa de una bala disparada por la policía en el marco de la represión a una manifestación estudiantil.

## Biografía
Nacida en 1941, Susana se crio en la Curva de Maroñas, junto a sus padres y sus cuatro hermanos: Wilson, Olga, Elsa y Nelson. Cursó sus estudios primarios en la Escuela n° 55, los secundarios en el Liceo n.º 8 y en el Instituto Alfredo Vázquez Acevedo (IAVA). A los veinte años ingresó como funcionaria en ANCAP. También comenzó estudios en la Escuela de la Construcción, vinculándose a la FEUU.

## Asesinato
En 1968 gobernaba en Uruguay Jorge Pacheco Areco, perteneciente al  Partido Colorado, quien gobernó bajo la constante aprobación de un recurso constitucional, las Medidas Prontas de Seguridad, que permitían suspender los derechos individuales. En ese marco, el 14 de agosto muere el estudiante de Odontología Líber Arce, baleado el día 12, cuando el gobierno ordena disparar contra los participantes de una manifestación reclamando la gratuidad del transporte para los estudiantes uruguayos. Líber, de esta forma, se transforma en el primer mártir estudiantil de Uruguay.
Al cumplirse un mes de su asesinato, la FEUU resuelve convocar a una manifestación de protesta contra el avance represivo del gobierno, el día 20 de septiembre, en el Paraninfo de la Universidad de la República.
Ante esto, la respuesta es nuevamente el asesinato: la policía, en la explanada de la Universidad, dispara contra los manifestantes. En esa jornada es herido de bala Hugo de los Santos, estudiante de la Facultad de Economía, quien luego fallecería. Una vez herido, Susana corre a asistirlo, sosteniendo una camisa blanca en señal de paz, y es también herida por las fuerzas policiales. Muere al día siguiente, en el Hospital de Clínicas de Montevideo.

## Homenajes

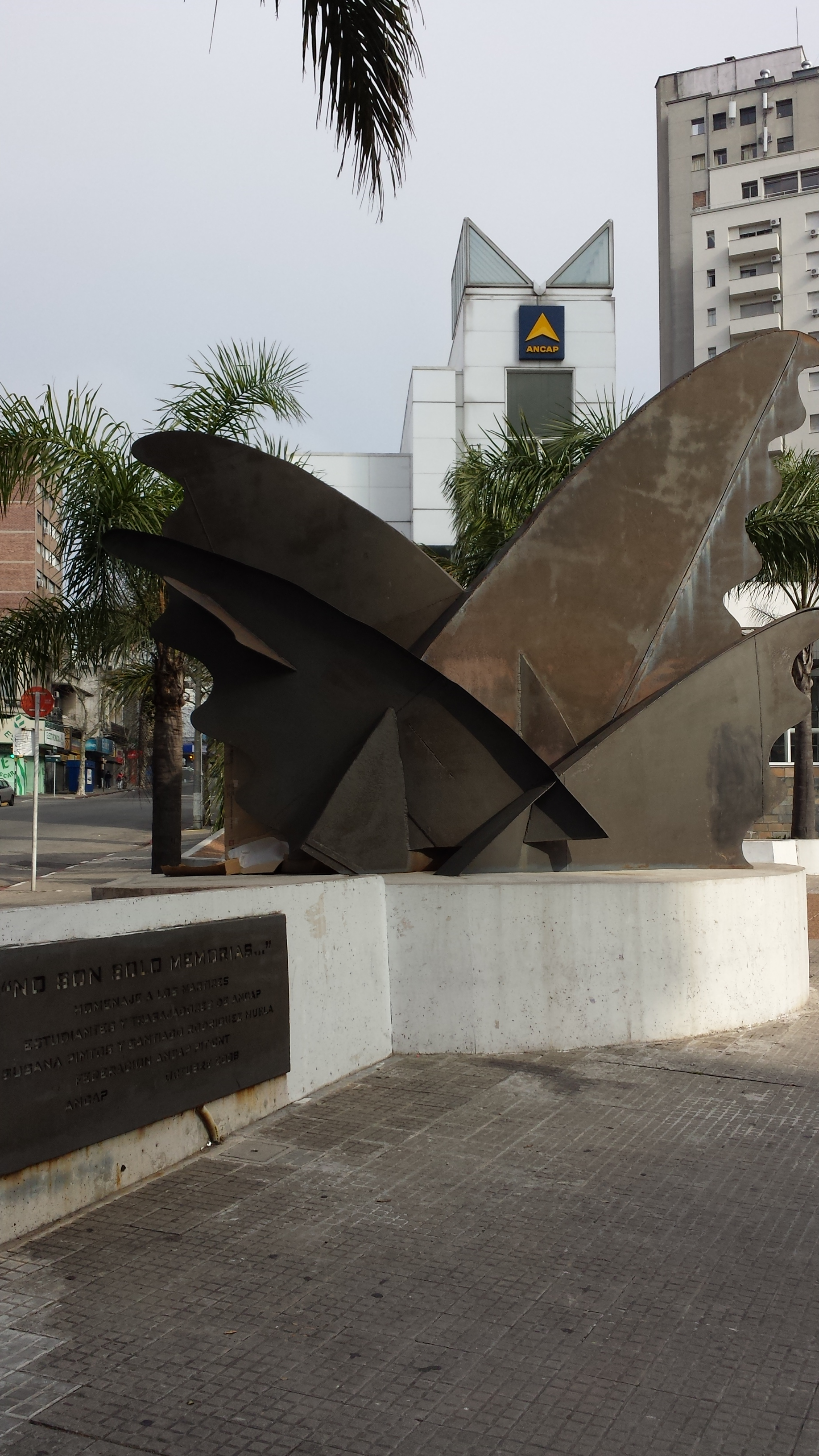
Monumento a Susana Pintos, homenaje de la Federación ANCAP.

Todos los 14 de agosto, el nombre de Susana es uno de los que se recuerda en el marco del Día de los Mártires Estudiantiles, que conmemora el aniversario del asesinato de Líber Arce.
El 9 de octubre de 2008, una plaza de Montevideo ubicada frente a la sede de ANCAP fue bautizada "Mártires estudiantiles de ANCAP Susana Pintos y Santiago Rodríguez Muela". También se le puso su nombre a la calle ex Carlo Magno, cercana al lugar donde ella vivía.